# Scutiger boulengeri
Scutiger boulengeri es una especie  de anfibios de la familia Megophryidae.

## Distribución geográfica
Se encuentra al sureste de Asia.